# Richard Austin Pierce
Richard Austin „Dick“ Pierce (* 26. Juli 1918 in Manteca, Kalifornien; † 14. September 2004 in Kingston, Kanada) war ein US-amerikanischer Geschichtswissenschaftler, Autor und Herausgeber. Er galt als einer der führenden Experten für die Geschichte Russisch-Amerikas.

## Leben
Geboren und aufgewachsen in Manteca, Kalifornien, diente Richard Pierce während des Zweiten Weltkriegs von 1941 bis 1945 in der US Army. Nach dem Krieg entdeckte er seine Leidenschaft für die Geschichte Russlands, als er im Rahmen seiner zunächst eingeschlagenen Beamtenlaufbahn einen Russisch-Kurs belegte. Anschließend bereiste er intensiv Sibirien, Zentralasien und den Kaukasus.
Seit den späten 1970er Jahren konzentrierte sich Pierce mehr darauf, in Zusammenarbeit mit der University of Alaska Press und seinem Eigenverlag Limestone Press nicht nur seine eigenen Werke zu veröffentlichen, sondern auch zunehmend im Zeichen der Liberalisierung des russischen Kulturlebens andere Autoren und Wissenschaftler zu fördern und insbesondere Übersetzungen aus dem Russischen zu unterstützen.
Durch Herkunft und Sprachkenntnisse seiner Frau hatte Pierce ein erhöhtes Interesse an deutschen und skandinavischen, insbesondere finnischen Quellen. Die weiterführenden Kenntnisse über Leben und Herkunft der beiden finnischstämmigen Hauptverwalter der Russisch-Amerikanischen Kompagnie, Arvid Adolf Etholen und Iwan Furuhelm, zum Beispiel beruhen unter anderem auf seiner Arbeit (im Rahmen seiner Serie The Russian Governors: Builders of Alaska, 1818–1867).
Richard Pierce starb 2004 im Alter von 86 Jahren, kurze Zeit nach dem Ableben seiner Frau. Das Ehepaar hinterließ einen Sohn und eine Tochter.

## Akademische Laufbahn
- 1940 BA – Universität von Kalifornien in Berkeley
- 1952 MA – Universität von Kalifornien in Berkeley
- 1956 Ph.D. – Universität von Kalifornien in Berkeley
- 1959–1983 Professor of History – Queen’s University, Kingston/Ontario
- 1988–1998 Professor of History – University of Alaska, Fairbanks
- seit 1998 Professor emeritus

## Auszeichnungen
- 1953–1954 Fulbright-Fellow.
- 1965 Fellow der John Simon Guggenheim Memorial Foundation, New York.[4]
- 2001 (zusammen mit der Anthropologin Lydia T. Black (1925–2007)) Russischer Orden der Freundschaft aus der Hand des russischen Generalkonsuls als Anerkennung für den Beitrag der beiden Ausgezeichneten zur Geschichtsforschung Russisch-Amerikas. Die Auszeichnung wird selten an amerikanische Bürger vergeben und wurde in dem Jahr zum ersten Mal überhaupt amerikanischen Wissenschaftlern zugedacht.[5]
- 2002 Alaska History Award der Alaska Historical Society[6]

## Veröffentlichungen
Richard Pierce schrieb oder gab mehr als 60 Veröffentlichungen heraus. Als seine wohl wichtigste Publikation gilt die einzigartige Herausgabe von Kurzbiografien historischer Personen in der Geschichte Russisch-Amerikas:
- Russian America: A Biographical Dictionary. Limestone Press, Kingston, Ontario 1990.

### Publikationen als Verfasser
- Russian Rule in Central Asia, 1867–1917. PhD Dissertation, University of California, Berkeley, 1956.
- Georg Anton Schäffer, Russia’s man in Hawaii, 1815–1817. In: Pacific Historical Review, Bd. 32, Nr. 4, 1963, S. 3–23.
- Ivan Petrof and the Far Northwest. In: Journal of the West, Bd. 3, Nr. 4 (October), 1964, S. 436–439.
- Russia’s Hawaiian Adventure, 1815–1817. University of California Press, Berkeley and Los Angeles 1965.
- New Light on Ivan Petroff, Historian of Alaska. In: Pacific Northwest Quarterly, Bd. 59, Nr. 1, 1968, S. 1–10.
- Alaskan Shipping, 1867–1878, Arrivals and Departures at the Port of Sitka. Limestone Press, Kingston, Ontario 1972.
- Alaska’s Russian Governors: Johan Hampus Furuhjelm. In: Alaska Journal 2, Nr. 4, 1972, S. 21–24.
- Hector Chevigny: Historian of Russian America. In: Alaska Journal 15, Nr. 4 (Autumn), 1985, S. 33–37.
- Builders of Alaska. The Russian Governors 1818–1867. University of Alaska Press, Fairbanks 1986.

### Publikationen als Mitautor
- mit A. Doll: Alaskan Treasure: Russian Skin Money. In: Alaska 35, Nr. 11, 1969, S. 22.
- mit Frank H. Sloss: The Hutchinson, Kohl Story: A Fresh Look. In: Pacific Northwest Quarterly, 62, Nr. 1, 1971, S. 1–6.
- mit George V. Lantzeff: Eastward to Empire: Exploration and Conquest on the Russian Open Frontier, to 1750. McGill-Queen’s University Press, Montreal 1973.
- mit Lydia T. Black: Russian America and the Finns. In: Terra (Los Angeles) 29, Nr. 2/3 (Winter/Spring), 1990/1991, S. 18–29.

### Weitere Publikation als Herausgeber
- mit J. H. Winslow: H.M.S. Sulphur on the Northwest and California Coasts, 1837 and 1839. Limestone Press, Kingston, Ontario 1979.
- M.D. Tebenkov: Atlas of the northwest coasts of America. From Bering Strait to Cape Corrientes and the Aleutian Islands with several sheets on the northeast coast of Asia, Erstausgabe: Kingston, Ontario 1852; Neuausgabe: Limestone Press, Kingston, Ontario 1981.
- The Russian-American Company. Correspondence of the Governors. Communications Sent 1818. Limestone Press, Kingston, Ontario 1984.
- Russia in North America. Proceedings of the 2nd International Conference on Russian America. Sitka, Alaska, August 19–22, 1987. Limestone Press, Kingston, Ontario 1990.
- mit Marina Ramsay und Aleksandr Alekseev: The Destiny of Russian America 1741–1867. The Limestone Press, Kingston, Ontario 1990.
- mit Katherine L. Arndt: A Construction History of Sitka, Alaska, as Documented in the Records of the Russian-American Company. Sitka National Historical Park, Sitka, 2. Aufl. 2003.